# Драмеце-гомпа
Драмеце-гомпа (дзонг-кэ དགྲ་མེད་􀭄ེ, вайли dgra med tde, лат. dramitse) — буддийский монастырь школы Ньингма в удалённой местности в дзонгхаге Монгар в Бутане.Название монастыря означает «вершина без врагов». Монастырь находится на ответвлении 19 км от шоссе от Монгара в Трашиганг, поворот после деревни Шеричу. Монастырь находится на горе на высоте 2100 м над деревней Драмеце (гевог Драмеце)..
Монастырь основала Чодрон-Занмо в XVI веке, внучка Пема Лингпа и её муж Еше Гьялпо.
Будучи просветлённой дакини, Чодрон-Занмо отказалась выйти замуж за брата правителя Бумтанга по причине агрессивной воинственности этой семьи. Она специально нашла это место, отмеченное её дедом, услышав там красивую мелодию, и назвала его «место без врагов». Первоначалоно монастырь был основан выше примерно на четыре километра, и лишь позднее переместился в нынешнее место. 
В монастыре обитает около ста гомченов — женатых ньингмапинских монахов. Монастырь считается одним из самых важных духовных центров подшколы Пелинг в восточном Бутане.
Монастырь стал известен благодаря «танцу с барабанами», который поставил лама Кунпа Кунга Гьяцен (Кунга Ньингпо), брат Чодрон-Занмо. . Здесь находится резиденция Пелинг Сунгтрул, инкарнации речи Пема Лингпа.
В 2005 году комиссия ЮНЕСКО признала танец с барабанами как объект культурного наследия человечества.  
В 2009 году во время землетрясения монастырь сильно пострадал и монахи вынуждены были переселиться во временные помещения. Международные организации взяли на себя затраты на восстановление монастыря. 